# Czesław Józefaciuk
Czesław Józefaciuk (ur. 1 lutego 1931 w Studziance, zm. 13 lutego 2006 w Puławach) – profesor nauk rolniczych.
Ukończył szkołę podstawową w Łomazach, a następnie I Liceum Ogólnokształcące w Białej Podlaskiej.
W 1950 rozpoczął pracę zawodową jako technik w Zakładzie Inżynierii Wiejskiej Uniwersytetu Marii Curie-Skłodowskiej
w Lublinie. Pracował tam pod kierunkiem Stefana Ziemnickiego. Od 1956 pracował w Instytucie Melioracji i Użytków Zielonych (IMiUZ) – Terenowym Oddziale Badawczym w Lublinie. Pracując, rozpoczął studia w Wyższej Szkole Rolniczej w Lublinie. Studia ukończył w 1960, uzyskując tytuł magistra inżyniera. Następnie podjął tam studia doktorskie, zakończone w 1964 obroną pracy doktorskiej Erozja wodna i soliflukcja oraz przeciwdziałanie tym zjawiskom na przykładzie Linowa. W 1970 ukończył studia II stopnia  na Wydziale Melioracji Wodnej Wyższej Szkoły Rolniczej w Krakowie.
W 1972 został przeniesiony do Instytutu Uprawy Nawożenia i Gleboznawstwa w Puławach, gdzie pozostał do emerytury (2000). W Instytucie zdobył stopnień doktora habilitowanego (w 1973) oraz profesora (w 1985). Prowadził wykłady w Akademii Rolniczej w Lublinie, Poznaniu i Krakowie, a także na Politechnice Lubelskiej.
Zainteresowania badawcze Czesława Józefciuka obejmowały problemy związane z erozją.
Opublikował 7 książek, ponad 200 artykułów i prac naukowych.
Był członkiem, między innymi: Stowarzyszenia Inżynierów i Techników Rolnictwa NOT,  Polskiego Towarzystwa Gleboznawczego, Polskiego Towarzystwa Nauk Agrotechnicznych, European Society for Soil Conservation.
Odznaczony Krzyżem Kawalerskim Orderu Odrodzenia Polski (1992), Srebrnym Krzyżem Zasługi (1975), Odznaką „Zasłużony dla Rolnictwa”.
Od 1956 żonaty był z Anną, z którą pracował w Instytucie Melioracji i Użytków Zielonych, i z którą został przeniesiony do Puław. Ich syn, Grzegorz również jest profesorem nauk rolniczych.